# Ngargoretno
Ngargoretno is een bestuurslaag in het regentschap Magelang van de provincie Midden-Java, Indonesië. Ngargoretno telt 2876 inwoners (volkstelling 2010).